# 缅因州众议院
缅因众议院（英語：Maine House of Representatives）是美国缅因州议会的下議院，共有151名议员，每届任期2年。现任众议院議長为民主黨籍的瑞秋·塔爾博特·羅斯，于2022年12月7日上任。